# Noémie Doge
Pour les articles homonymes, voir Doge (homonymie).
Noémie Doge est une artiste contemporaine et bijoutière suisse née en à Moudon en 1983. 
Formée à la HEAD, à la Gerrit Rietveld Academie et au Royal College of Art, son travail s'articule autour des questions du recyclage, du geste répété et de la minutie. Elle co-fonde, en 2008, le collectif L-imprimerie à Lausanne.
Elle incarne avec d'autres artistes suisses, telle que Fabienne Vuilleumier , la jeune génération de l'École genevoise de bijouterie. Elle fait partie des 6 artistes suisses de bijouterie à suivre. Depuis 2015, elle exécute également de dessins de grand format au graphite.

## Expositions personnelles
- « Black&White », Natalie Luder et Noémie Doge, Galerie Tactile, Genève, 2009
- « Laboratoire I», Galerie Caroline Van Hoek, Bruxelles, 2007-2008

## Expositions de groupe (sélection)
2018
- 73ème Biennale d'Art contemporain de la Société des Amis du Musée des beaux-arts de La Chaux-de-Fonds, CH

2009
- « Prix Européen des Art Appliqués », WCCBF, Mons, B
- "Bourses de la ville de Genève", Centre d'art contemporain (Genève), CH
- « Choice », Galerie Kath Libbert, Londres, GB
- « Internationale Handwekmesse », Galerie Caroline Van Hoek, Munich, D
- « Auf Vorrat », Amsterdam, Munich, NL, D

2008
- « Talent op Weg », Sieraad, Amsterdam, NL
- « Ravary 15 », Galerie Marzee, Nimègue, NL
- « De Main à Main », MUDAC, Lausanne, CH
- « Aus jedem Land ein Souvenir… », Galerie Beatrice Lang, Berne
- Triennale Européenne du Bijou Contemporain, Mons, B
- « Schmuck 2008 », Internationale Handwekmesse, Munich, Birmingham, D, UK

2007
- International Graduate Show, Galerie Marzee, Nimègue NL

2006
- 4e Triennale des Arts Appliqués, Tallinn, E

2005
- « MERCI », Galerie Beatrice Lang, Berne, CH

## Distinctions
2009
- Bourse de la ville de Genève pour la jeune création contemporaine, Fond Lissignol-Chevalier et Galland, CH

2008
- So Fresh Award, Talent Winner, Vienne, AU
- Prix de la galerie d’Art de Legnica, PO

2007
- Marzee graduate prize, NL
- 1er Prix, « Foire Annuelle des Diplômés Internationaux », MIDORA, Leipzig, D

## Collections publiques
- Musée d'art et d'histoire de Genève
- Musée de design et d'arts appliqués contemporains (MUDAC)
- Cabinet cantonal des estampes, Musée Jenisch, Vevey

## Littérature
- (en) Kathy Flood, Warman's Jewelry : Identification and Price Guide, Iola, WI, Krause Publications, 2010, 288 p. (ISBN 978-1-4402-0801-0), p. 257